# Apeuthes pollex
Apeuthes pollex — вид двопарноногих багатоніжок родини Pachybolidae. Описаний у 2022 році.

## Поширення
Ендемік Таїланду. Поширений у провінціях Пхангнга і Крабі.

## Опис
Відрізняється від інших видів роду тим, що кістка переднього гонопода чітко увігнута для розміщення телоподита. Передній телоподит гонопода трохи виступає над коксою, апікально різко звужений, закінчується одним тонким відростком. Задні гоноподи апікально з округлою часткою, з зубчастими пластинками в середині і з пальцеподібним відростком в основі.